# Table Mountain
|  | No s'ha de confondre amb Tafelberg (Surinam). |

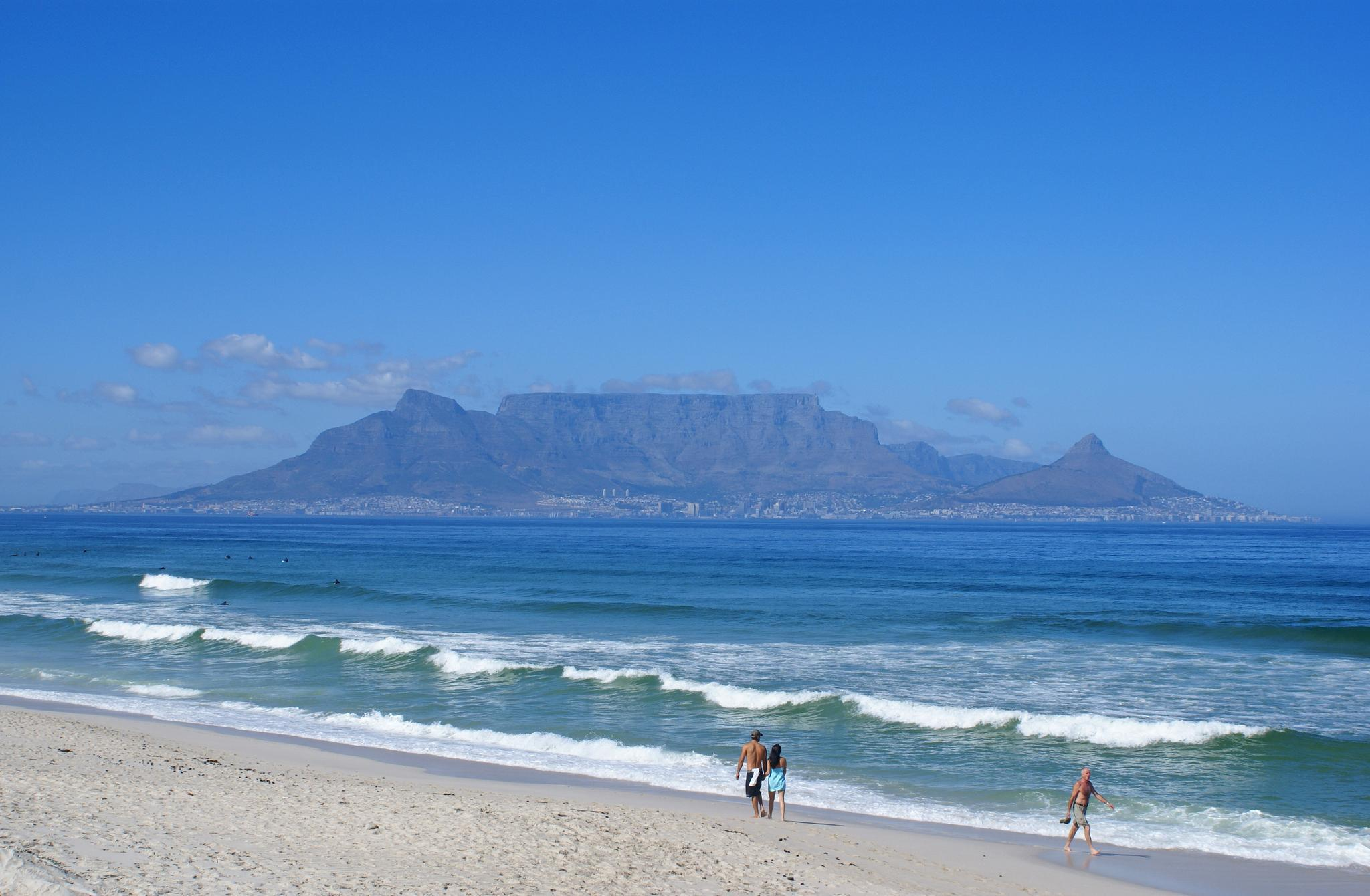
Muntanya de la Taula

La muntanya de la Taula, en afrikaans Tafelberg, és una muntanya aplanada per dalt que es troba a Ciutat del Cap (Cape Town), a Sud-àfrica, i que apareix representada en la bandera d'aquesta ciutat i en altres insígnies del govern local. És una atracció turística significativa i molts visitants fan servir el telefèric aeri per accedir-ne al cim. Aquest muntanya forma part del Parc Nacional de la Muntanya de la Taula (Table Mountain National Park) i va sortir en la llista elaborada el 2011 de les Set meravelles naturals del món.

## Característiques

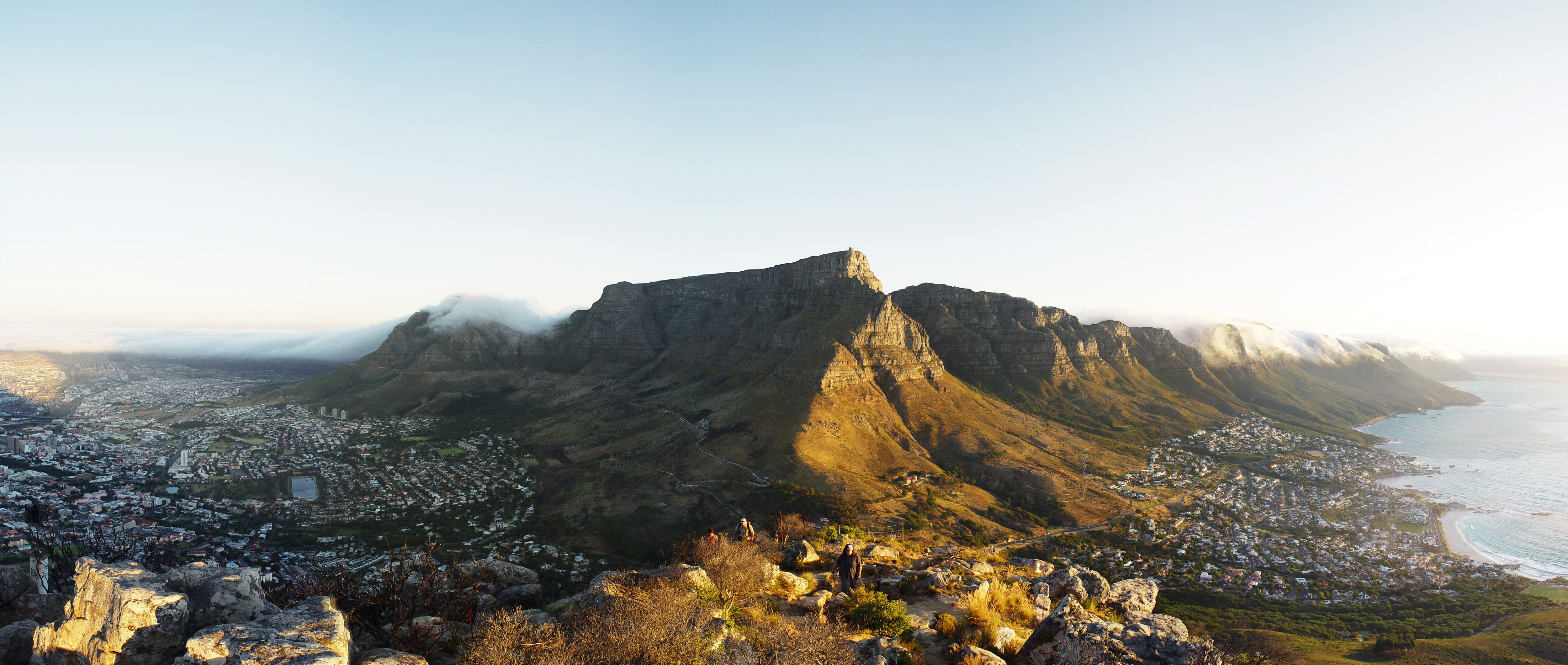
Vista des de Lion's Head

La principal característica de la muntanya de la Taula és el seu altiplà, d'uns 3 km de banda a banda, limitat per impressionants penya-segats. L'altiplà està flanquejat pel Devil's Peak a l'est i pel Lion's Head a l'oest. El punt més alt d'aquesta muntanya éstà marcat per la construcció de pedra (cairn) Maclear's Beacon, edificada l'any 1865 per sir Thomas Maclear com a punt de referència trigonomètric. És a 1.086 m sobre el nivell del mar.
Els penya-segats estan dividits per la gorja de Platteklip, que va ser la ruta que va seguir el portuguès António de Saldanha el 1503, en el primer ascens conegut a la muntanya de la Taula.
Quan bufen vents de sud-oest, la part plana de la muntanya sovint és coberta per núvols orogràfics, que la llegenda atribueix a una juguesca entre el diable i un pirata local anomenat Van Hunks.
La muntanya de la Taula és al final d'una serralada de pedra sorrenca que forma l'espina de la península del Cap.

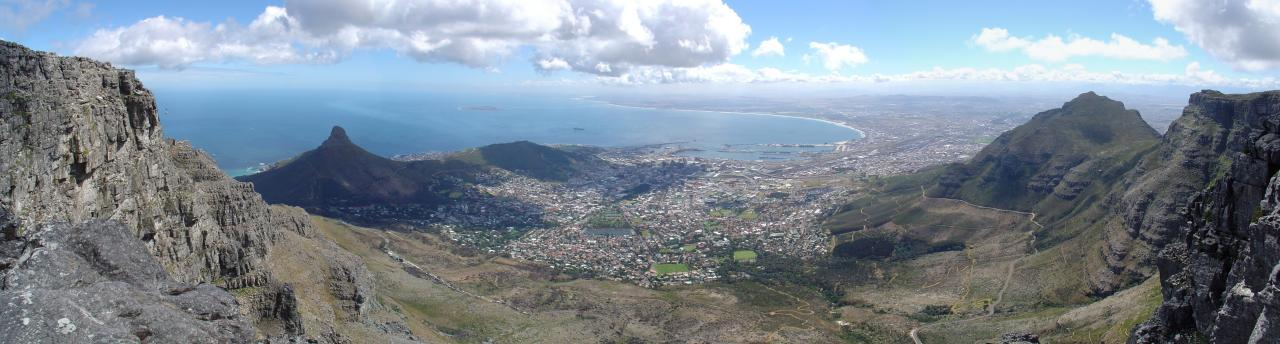
Panorama des de la muntanya de la Taula: d'esquerra a dreta es veu Lion's Head, Signal Hill, Robben Island, el centre de Ciutat del Cap, Table Bay, i Devil's Peak

## Geologia

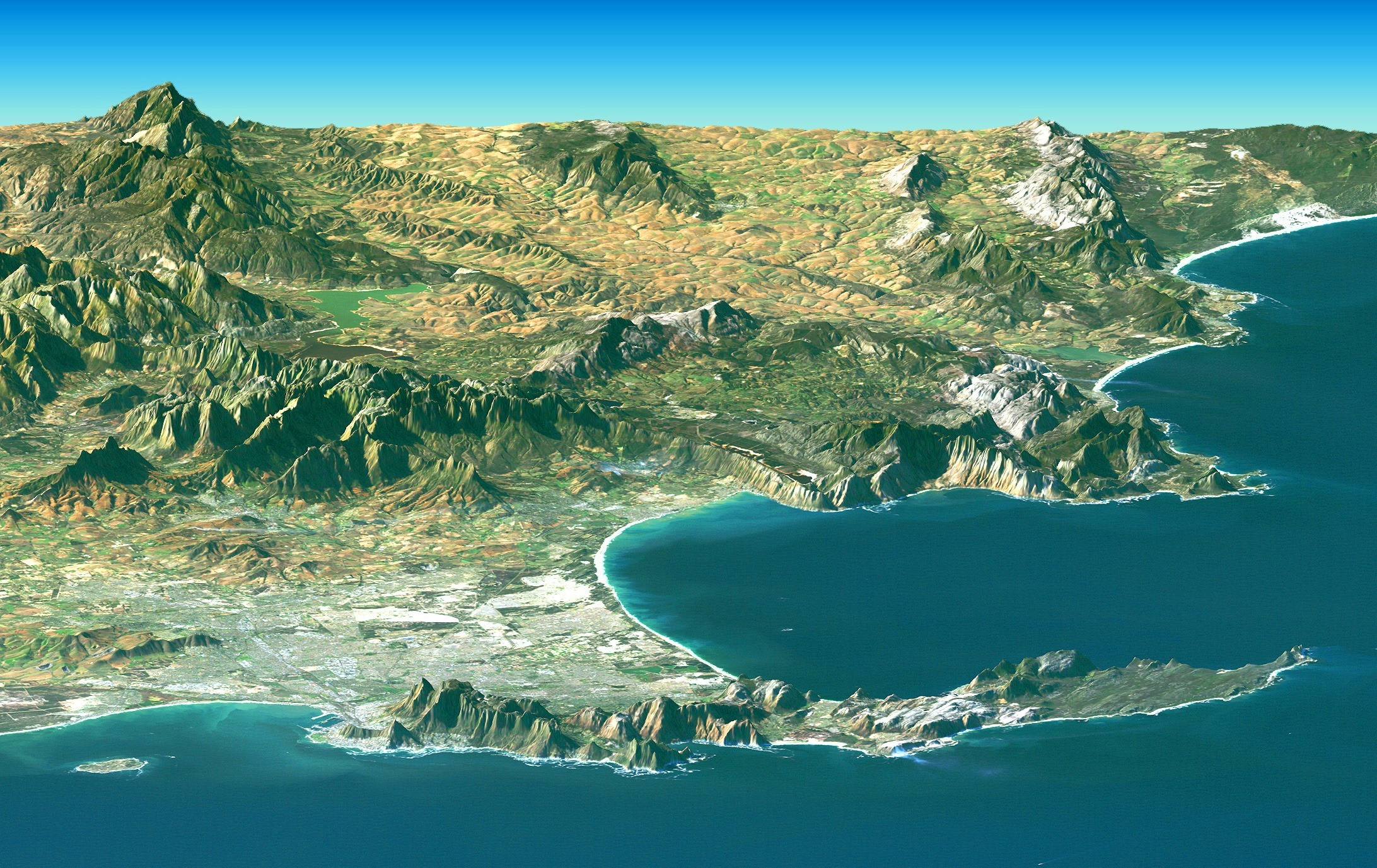
Península del Cap i muntanya de la Taula, Landsat

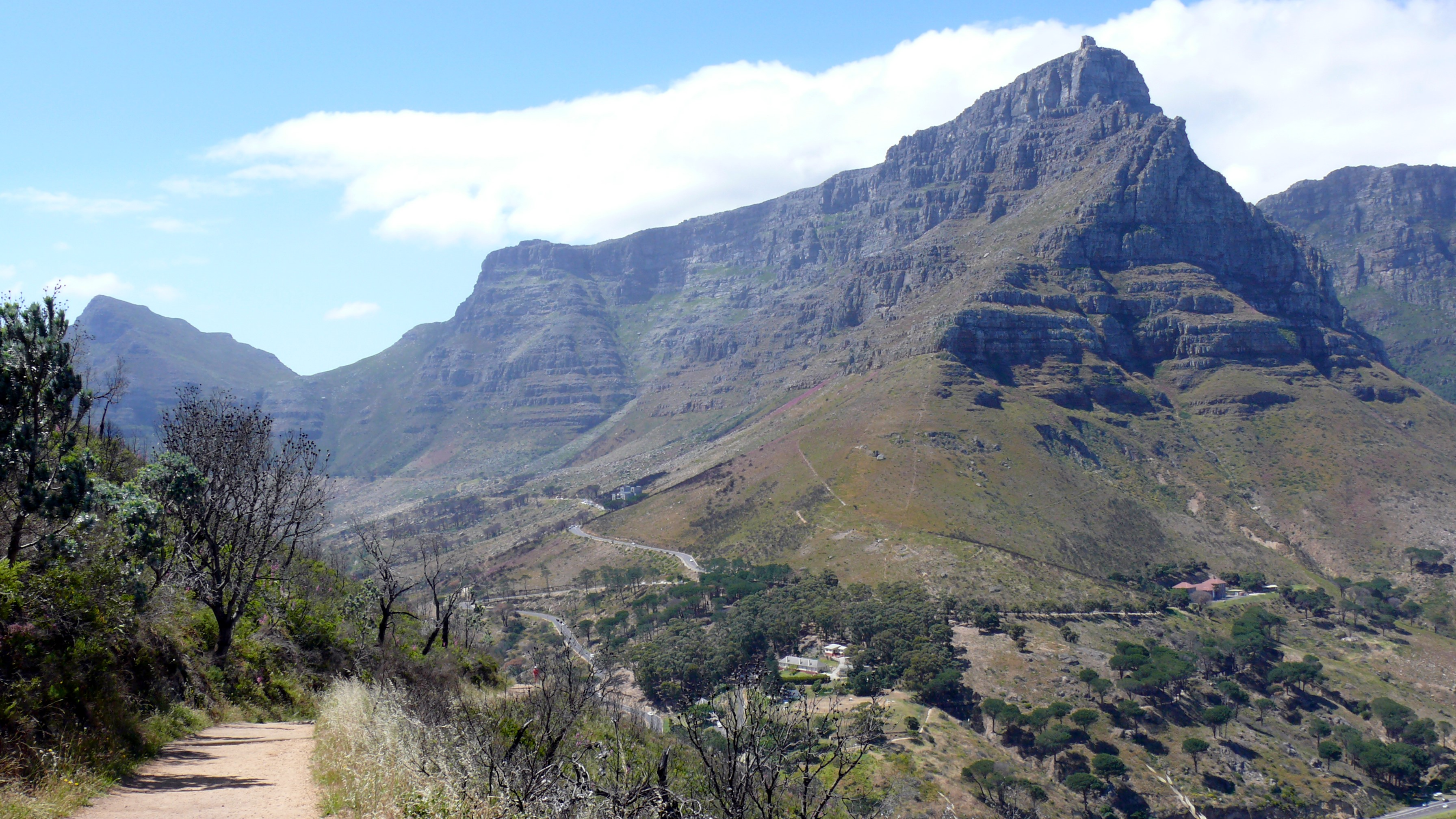
Muntanya de la Taula des de Lion's Head

La part superior de la mesa de la muntanya és formada per quarsita de pedra sorrenca de l'Ordovicià (Table Mountain Sandstone,TMS), que és molt resistent a l'erosió. A sota hi ha una capa de mica. Hi ha una intrusió de granit.

## Flora
La muntanya de la Taula és excepcionalment rica en diversitat vegetal. La vegetació és de fynbos. Les zones protegides de vegetació han estat declarades Patrimoni de la Humanitat per la UNESCO. S'estima que hi ha unes 2.200 espècies de plantes, que són més que totes les que hi ha al Regne Unit, per exemple.
 Moltes en són espècies endèmiques i també hi ha una gran concentració d'espècies amenaçades d'extinció.